# Mangora huancabamba
Mangora huancabamba là một loài nhện trong họ Araneidae.
Loài này thuộc chi Mangora. Mangora huancabamba được Herbert Walter Levi miêu tả năm 2007.